# Zoo et aquarium nationaux (Australie)
Les zoo et aquarium nationaux (en anglais : National Zoo & Aquarium) sont un zoo et un aquarium privés situés à Canberra, la capitale fédérale australienne. Ils sont situés plus précisément à Yarralumla, le long de la Molonglo à l'extrémité ouest du lac Burley Griffin, tout près du barrage Scrivener. 
L'association d'un zoo et d'un aquarium est unique en Australie. Le zoo abrite à la fois une faune autochtone et étrangère, et notamment la plus importante collection de fauves d'Australie avec notamment un tigron. Il s'est engagé dans un programme de reproduction d'espèces en danger. 
Le zoo est la propriété de l'homme d'affaires local Richard Tindale.

## Animaux

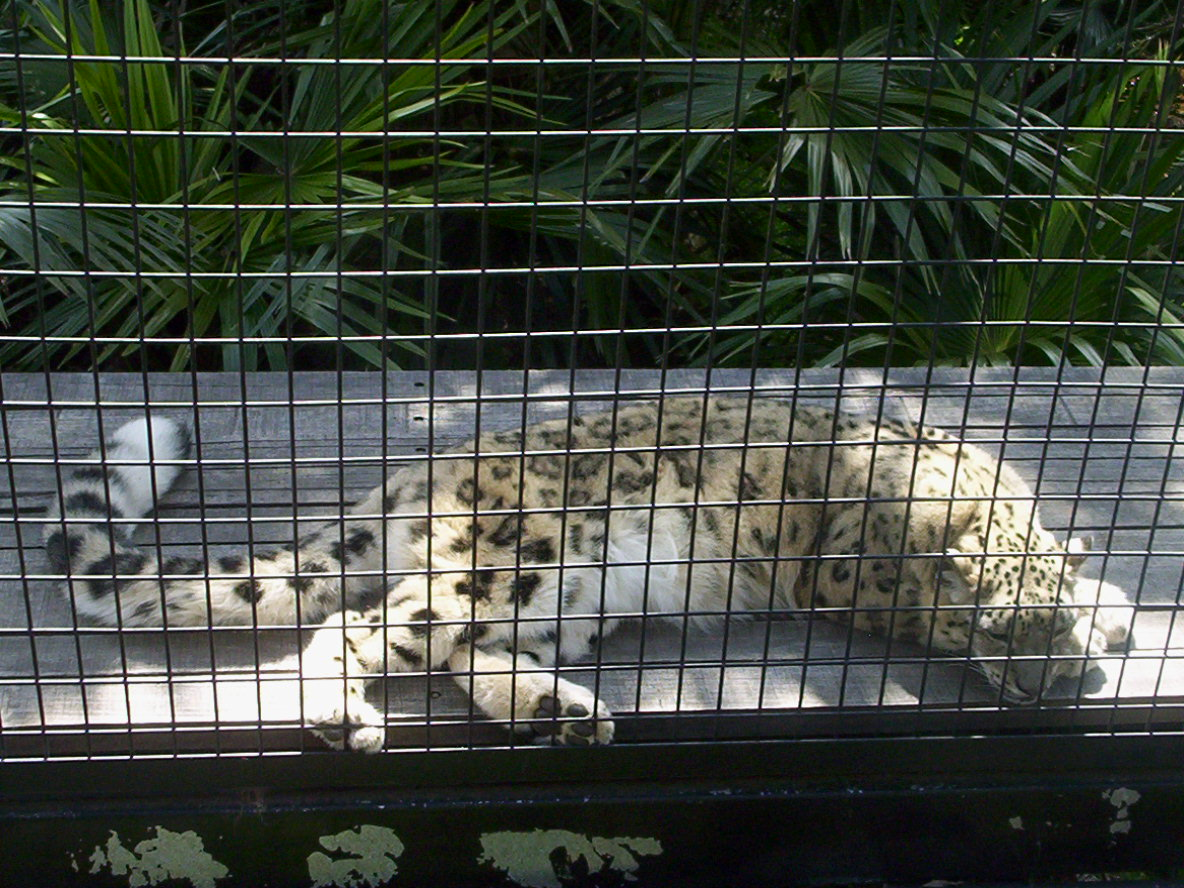
Un once dans le zoo.